# Maurício I, Conde de Hesse-Cassel
Maurício de Hesse-Cassel (25 de maio de 1572 - 15 de março de 1632), conhecido por Maurício, o Erudito, foi conde de Hesse-Cassel, no Sacro Império Romano-Germânico de 1592 a 1627.

## Família
Mauricio era o terceiro filho do conde Guilherme IV de Hesse-Cassel e a duquesa Sabina de Württemberg. Os seus avós paternos eram o conde Filipe I de Hesse e a duquesa Cristina da Saxónia. Os seus avós maternos eram o duque Cristóvão de Württemberg e a marquesa Ana Maria de Brandenburg-Ansbach.

## Biografia
Apesar de ter sido educado na fé luterana, Maurício converteu-se ao calvinismo em 1605. Sob o principio Cuius regio eius religio, os seus súbditos também foram forçados a converter-se ao calvinismo. No entanto, esta conversão foi controversa, visto que a Paz de Augsburgo tinha apenas tinha assegurado os direitos dos católicos e dos luteranos, sem considerar os calvinistas. Maurício tentou introduzir o calvinismo nas terras que tinha herdado do extinto ramo de Hesse-Marburg na sua família, mas tal mudança era contrária às leis de herança e resultou num conflito constante com o ramo de Hesse-Darmstadt, bem como com o imperador Matias.
Os actos de Maurício arruinaram as finanças de Hesse-Cassel e, em 1627, acabou por abdicar a favor do seu filho Guilherme V, Conde de Hesse-Cassel. Maurício morreu em Eschwege. Era um compositor de talento e um músico dedicado, tendo descoberto Heinrich Schütz e empregado John Dowland.

## Casamentos e descendência
Maurício casou-se pela primeira vez a 23 de setembro de 1593 com a condessa Inês de Solms-Laubach, de quem teve seis filhos:
1. Otto de Hesse-Cassel (24 de dezembro de 1594 - 7 de agosto de 1617), casado primeiro com a condessa Catarina Ursula de Baden-Durlach; sem descendência. Casado depois com Inês Madalena de Anhalt-Dessau; sem descendência.
2. Isabel de Hesse-Cassel (24 de março de 1596 - 16 de dezembro de 1625), casada com João Alberto II de Mecklemburgo-Güstrow; sem descendência.
3. Natimorto (24 de janeiro de 1597)
4. Natimorto (agosto de 1599)
5. Maurício de Hesse-Cassel (14 de julho de 1600- 11 de agosto de 1612), morreu aos doze anos de idade.
6. Guilherme V, Conde de Hesse-Cassel (13 de fevereiro de 1602 - 21 de setembro de 1637); casado com Amália Isabel de Hanau-Münzenberg; com descendência.

Inês morreu em 1602. No ano seguinte, a 22 de maio de 1603 casou-se com a condessa Juliana de Nassau-Dillenburg de quem teve mais catorze filhos:
1. Filipe de Hesse-Cassel (26 de novembro de 1604 - 17 de junho de 1626), morreu aos vinte e três anos; sem descendência.
2. Inês de Hesse-Cassel (13 de maio de 1606 - 28 de maio de 1650), casada com o príncipe João Casimiro de Anhalt-Dessau; com descendência.
3. Hermano de Hesse-Rotenburg (15 de agosto de 1607 - 25 de março de 1658), casado primeiro com Sofia Juliana de Waldeck; sem descendência. Casado depois com Juliana de Anhalt-Dessau; sem descendência.
4. Juliana de Hesse-Cassel (7 de outubro de 1608 - 11 de dezembro de 1628)
5. Sabina de Hesse-Cassel (5 de julho de 1610 - 21 de maio de 1620), morreu aos nove anos de idaade.
6. Madalena de Hesse-Cassel (25 de agosto de 1611 - 2 de fevereiro de 1671), casada com Henrique Adolfo de Salm-Reifferscheid; com descendência.
7. Maurício de Hesse-Cassel (13 de junho de 1614 - 16 de fevereiro de 1633), morreu aos dezoito anos de idade.
8. Sofia de Hesse-Cassel (12 de setembro]] de 1615 - 22 de novembro de 1670) casada com o conde Filipe de Schaumburg-Lippe; com descendência.
9. Frederico de Hesse-Eschwege (9 de maio de 1617 - 24 de setembro de 1655), casado com Leonor Catarina do Palatinado-Zweibrücken-Kleeburg; com descendência.
10. Cristiano de Hesse-Cassel (5 de fevereiro de 1622 - 14 de novembro de 1640), morreu aos dezoito anos de idade; sem descendência.
11. Ernesto I de Hesse-Rheinfels-Rotenburg (17 de dezembro de 1623 - 12 de maio de 1693), casado primeiro com a condessa Maria Leonor de Solms-Lich; com descendência. Casou-se depois com Alexandrine von Dürniz; sem descendência.
12. Cristina de Hesse-Cassel (9 de julho de 1625 - 25 de julho de 1626), morreu com um ano de idade.
13. Filipe de Hesse-Cassel (28 de setembro de 1626 - 8 de julho de 1629), morreu aos dois anos de idade.
14. Isabel de Hesse-Cassel (23 de outubro de [628 - 10 de fevereiro de 1633), morreu aos quatro anos de idade.